# Люй Сючжи
Люй Сючжи (кит. упр. 吕秀芝, пиньинь Lǚ Хìuzhī; род. 26 октября 1993) — китайская легкоатлетка, специализирующаяся в спортивной ходьбе. Бронзовый призёр Олимпийских игр 2016 года. Серебряная медалистка чемпионата мира (2015). Победительница Азиатских игр (2014).

## Биография
Начала заниматься спортивной ходьбой в Хуайане в возрасте 14 лет, когда её талант заметил тренер Лу Пэн. На международной арене дебютировала в 2012 году на Кубке мира, где заняла 4-е место  в ходьбе на 20 км среди взрослых (после допинговой дисквалификации Ольги Каниськиной переместилась на третье место). При этом возраст (18 лет) позволял выступать Люй в соревнованиях юниорок. Благодаря такому яркому старту, поехала на Олимпийские игры в Лондоне, где финишировала на 6-м месте.
В 2013 году на Всекитайских национальных играх выиграла у лидера китайской сборной Лю Хун. Судьбу золотой медали в их противостоянии решил только фотофиниш.
В 2014 году стала 6-й на Кубке мира по ходьбе в индивидуальном первенстве и серебряным призёром в команде, а после выиграла Азиатские игры на дистанции 20 км.
Сезон 2015 года начала с рекорда Азии, установленного на чемпионате страны (1:25.12). На мировом первенстве в Пекине с самого старта лидерство захватили Сючжи и Лю Хун, не позволив никому к себе приблизиться на протяжении всей дистанции. Финишную прямую Люй преодолевала, находясь вплотную за спиной соотечественницы, но не стала предпринимать попыток её обойти (из-за имевшегося предупреждения за технику ходьбы).
Стала 5-й на командном чемпионате мира по ходьбе в 2016 году (при этом выиграла золото в команде). На Олимпийских играх в Рио-де-Жанейро завоевала бронзовую медаль, уступив только Лю Хун и мексиканке Марии Гонсалес.
Свои спортивные достижения посвящает младшему брату Люй Тяньшу, который с рождения имеет сложную форму мышечной дистрофии и не может самостоятельно передвигаться.
Является студенткой Университета технологий Аньхоя.

## Основные результаты
| Год  | Турнир                             | Место проведения         | Дисциплина   | Место | Результат |
| ---- | ---------------------------------- | ------------------------ | ------------ | ----- | --------- |
| 2012 | Кубок мира по ходьбе               | Саранск, Россия          | ходьба 20 км | 3-е   | 1:29.55   |
| 2012 | Олимпийские игры                   | Лондон, Великобритания   | ходьба 20 км | 5-е   | 1:27.10   |
| 2014 | Кубок мира по ходьбе               | Тайцан, Китай            | ходьба 20 км | 6-е   | 1:27.15   |
| 2014 | Азиатские игры                     | Инчхон, Южная Корея      | ходьба 20 км | 1-е   | 1:31.06   |
| 2015 | Чемпионат мира                     | Пекин, Китай             | ходьба 20 км | 2-е   | 1:27.45   |
| 2016 | Командный чемпионат мира по ходьбе | Рим, Италия              | ходьба 20 км | 5-е   | 1:28.36   |
| 2016 | Олимпийские игры                   | Рио-де-Жанейро, Бразилия | ходьба 20 км | 3-е   | 1:28.42   |